# Atari FX-1 Sparrow
Atari FX-1 Sparrow (FX-1 Sparrow) је био кућни рачунар фирме Атари (Atari) који је почео да се производи у Сједињеним Америчким Државама од 1991. године.
Користио је Motorola MC 68030sx + Motorola DSP 56001 као микропроцесор. RAM меморија рачунара је имала капацитет од 14 MB. 
Као оперативни систем кориштен је TOS 2.07.

## Детаљни подаци
Детаљнији подаци о рачунару FX-1 Sparrow су дати у табели испод.
|                       |                                                                   |
| [ 1 ]                 |                                                                   |
| Произвођач            | Атари                                                             |
| Тип                   | кућни рачунар                                                     |
| Меморија              | 14 MB                                                             |
| Поријекло             | Сједињене Америчке Државе                                         |
| Година                | 1991                                                              |
| Тастатура             | тастатура са пуним помаком тастера са нумеричким и едит тастерима |
| Процесор              |                                                                   |
| Фреквенција процесора | 16                                                                |
| RAM                   | 14 MB                                                             |
| ROM                   | 512 KB                                                            |
| Текст                 | 40 x 25 / 80 x 25                                                 |
| Графика               | ST модови, TT модови, VGA (640 x 480)                             |
| Боја                  | 262144 са палетним модом                                          |
| Звук                  | 8 канални 12-битни PCM систем                                     |
| Димензије             | 34 (ширина) x 25 (дубина) x 4 (висина) .                          |
| Портови               |                                                                   |
| Оперативни систем     |                                                                   |